# سكك حديد لانكشاير ويوركشاير
سكك حديد لانكشاير ويوركشاير (بالإنجليزية: Lancashire and Yorkshire Railway)‏ كانت شركة سكك حديد بريطانية كبرى قبل قانون تجميع 1923. تأسست في عام 1847 من اندماج العديد من السكك الحديدية القائمة. كانت ثالث أكبر نظام للسكك الحديدية في شمال إنجلترا (بعد ميدلاند والسكك الحديدية الشمالية الشرقية).
أسست الشركة في عام 1878 نادي مانشستر يونايتد وكان يعرف النادى باسم «نيوتن هيث» لعب بضعة عقود من الزمان باللونين الأخضر والذهبى.